# Duca degli Abruzzi (1936)

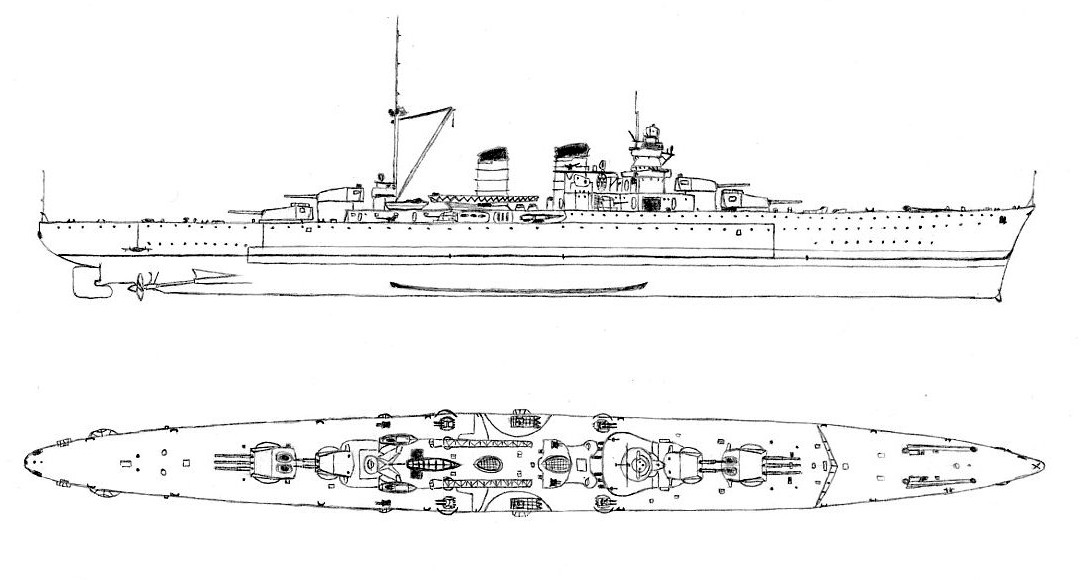
Схематичне зображення легкого крейсера «Дюк дельї Абруцці»

«Луїджі ді Савоя Дука дельї Абруцці» (італ. Luigi di Savoia Duca degli Abruzzi) — військовий корабель, головний легкий крейсер типу «Дука дельї Абруцці» Королівських ВМС Італії за часів Другої світової війни та післявоєнний час.

## Історія створення
«Дука дельї Абруцці» був закладений 28 грудня 1933 року на верфі компанії OTO Melara в Ла-Спеції. Спущений на воду 21 квітня 1936 року. 1 грудня 1937 року увійшов до складу Королівських ВМС Італії.
Свою назву отримав на честь італійського адмірала та дослідника Луїджі Амедео, герцога Абруцці, який помер у 1933 році.

## Історія служби
Після вступу у стрій «Дука дельї Абруцці» був зарахований до складу 8-ї дивізії 1-ї ескадри італійського флоту і базувався в Таранто. Він брав участь у підтримці франкістів під час громадянської війни в Іспанії. На початку 1939 року здійснив візит в Португалію.
У 1939 році крейсер брав участь у вторгненні в Албанію. 

### Друга світова війна
Після вступу Італії у Друг світову війну у червні 1940 року «Дука дельї Абруцці» брав участь у супроводі конвоїв у північну Африку. 9 липня брав участь у бою біля Калабрії. 
З грудня 1940 року по березень 1941 року «Дука дельї Абруцці» та «Джузеппе Гарібальді» здійснювали патрулювання в Адріатичному морі та супроводження конвоїв. 4 березня 1941 року вони обстріляли грецькі позиції біля Пакераси.
у квітні 1941 року «Дука дельї Абруцці» був включений до складу сил, які протидіяли Мальтійським конвоям. Брав участь у бою біля мису Матапан.
У травні брав участь у протидії британській операції «Тайгер», але супротивники так і не зустрілись в морі.
У травні 1941 року крейсер супроводжував 2 конвої у північну Африку. У серпні був у складі сил, які намагались протидіяти операції «Мінсміт». 
Оскільки країни Осі не змогли захопити Мальту, то сполучення між Італією та північною Африкою було майже паралізоване. Штаб італійського флоту вирішив провести декілька конвоїв, забезпечивши їх сильним прикриттям. Серед кораблів, які взяли участь в операції, був і «Дука дельї Абруцці». Операція розпочалась 21 листопада. Із самого початку операція проходила невдало. Спочатку підводним човном був торпедований «Трієсте», а вночі 22 листопада в крейсер «Дука дельї Абруцці» влучила авіаційна торпеда. Були пошкоджені рулі управління, і крейсер міг здійснювати лише рух по колу. На нього постійно здійснювала атаки британська авіація. Але неймовірними зусиллями екіпаж зміг полагодити силову установку та рулі управління, і під прикриттям 4 есмінців та крейсера «Джузеппе Гарібальді» зміг дістатись до Мессіни.
Ремонт пошкодженого крейсера тривав до липня 1942 року. В цей час активність італійського флоту була паралізована паливною кризою, тому «Дука дельї Абруцці» практично не виходив у море, а базувався у різних портах Греції та південної Італії.
Через місяць після капітуляції Італії крейсер прибув на Мальту. Союзне командування вирішило використати крейсер в Атлантиці для полювання на німецькі проривачі блокади. Крейсер до лютого 1944 року здійснив 5 виходів в Атлантику, після чого повернувся до Італії, де використовувався як швидкохідний транспорт.

### Післявоєнна служба
Після закінчення війни крейсер «Дука дельї Абруцці» залишився у складі італійського флоту. На ньому були демонтовані торпедні апарати, встановлена американська радіолокаційні станція «AN/SPS-6 2D» і підсилена малокаліберна зенітна артилерія.
1 травня 1961 року крейсер був виключений зі складу флоту, і у 1965 році розібраний на метал.